# A felicidade/O nosso amor
Albums de João Gilberto
João Gilberto cantando as musicas do filme Orfeu do carnaval
(1959) O pato/Trevo de quatro folhas
(1960)
A felicidade/O nosso amor, est le quatrième 78 tours de João Gilberto, et la quatrième collaboration avec Antônio Carlos Jobim, publié par le label Odeon en 1959. Ce disque de deux titres réunit A felicidade et O nosso amor, deux sambas dont la première a initialement été composée et écrite par Antônio Carlos Jobim et Vinícius de Moraes pour leur pièce de théâtre musicale Orfeu da conceição montée en 1954, puis reprise en 1958 dans le film Orfeu Negro du réalisateur français Marcel Camus. 
Les deux pistes sont tirées du premier 45 tours de João Gilberto, João Gilberto cantando as musicas do filme Orfeu do carnaval.        

## Production
En 1959, le retentissement artistique du film Orfeu Negro remet au goût du jour les chansons inspirées du projet de Vinícius de Moraes cinq ans plus tôt. Pour donner suite au succès de l'album João Gilberto cantando as musicas do filme Orfeu do carnaval, Aloysio de Oliveira, directeur artistique de la maison de production Odeon, prend l'initiative du projet de 78 tours réunissant les deux sambas de l'album A felicidade et O nosso amor et qui remporte un grand succès commercial au Brésil.              

## Liste des pistes
| N° | Titre        | Auteurs                                  | Durée |
| -- | ------------ | ---------------------------------------- | ----- |
| A  | A felicidade | Antônio Carlos Jobim, Vinícius de Moraes | 2:54  |
| B  | O nosso amor | Antonio Maria, Luiz Bonfá                | 2:23  |